# De Tweede Ronde
De Tweede Ronde (DTR) is een voormalig Nederlands literair tijdschrift met ruime aandacht voor vertalingen, en met een vaste rubriek Light Verse. Onder het motto 'Literatuur en toch leesbaar' verscheen De Tweede Ronde vier keer per jaar. 
Vanaf het lentenummer van 2010 tot het jaar 2013 verscheen het onder de titel KortVerhaal en er was een begeleidende website.

## Redactie
'’De Tweede Ronde werd in 1980 opgericht door Peter Verstegen en Marko Fondse (1932-1999). In de loop der jaren maakten onder anderen Meindert Burger, Ike Cialona, Maarten Doorman, Wiebe Hogendoorn, Madeleine Mes, Thomas Verbogt en L.H. Wiener, deel uit van de redactie. Jos Versteegen was jarenlang redactiesecretaris.

## Auteurs
Schrijvers als Manon Uphoff, Arnon Grunberg, Rob van der Linden en IJsbrandt Oldenburg, Caesar Bovetius, Helena Onderwater en Bastiaan Seghel debuteerden in De Tweede Ronde. Auteurs als Ed Leeflang, Jean Pierre Rawie, Henk Romijn Meijer, Frans Pointl, L.H. Wiener en Drs. P werkten regelmatig mee.

## Uitgever
Vanaf 1981 werd het tijdschrift uitgegeven door uitgeverij Bert Bakker. In 1993 werd De Tweede Ronde overgenomen door uitgeverij Van Oorschot. Vanaf 2006 verscheen De Tweede Ronde bij uitgeverij Mouria.